# Honeycrisp

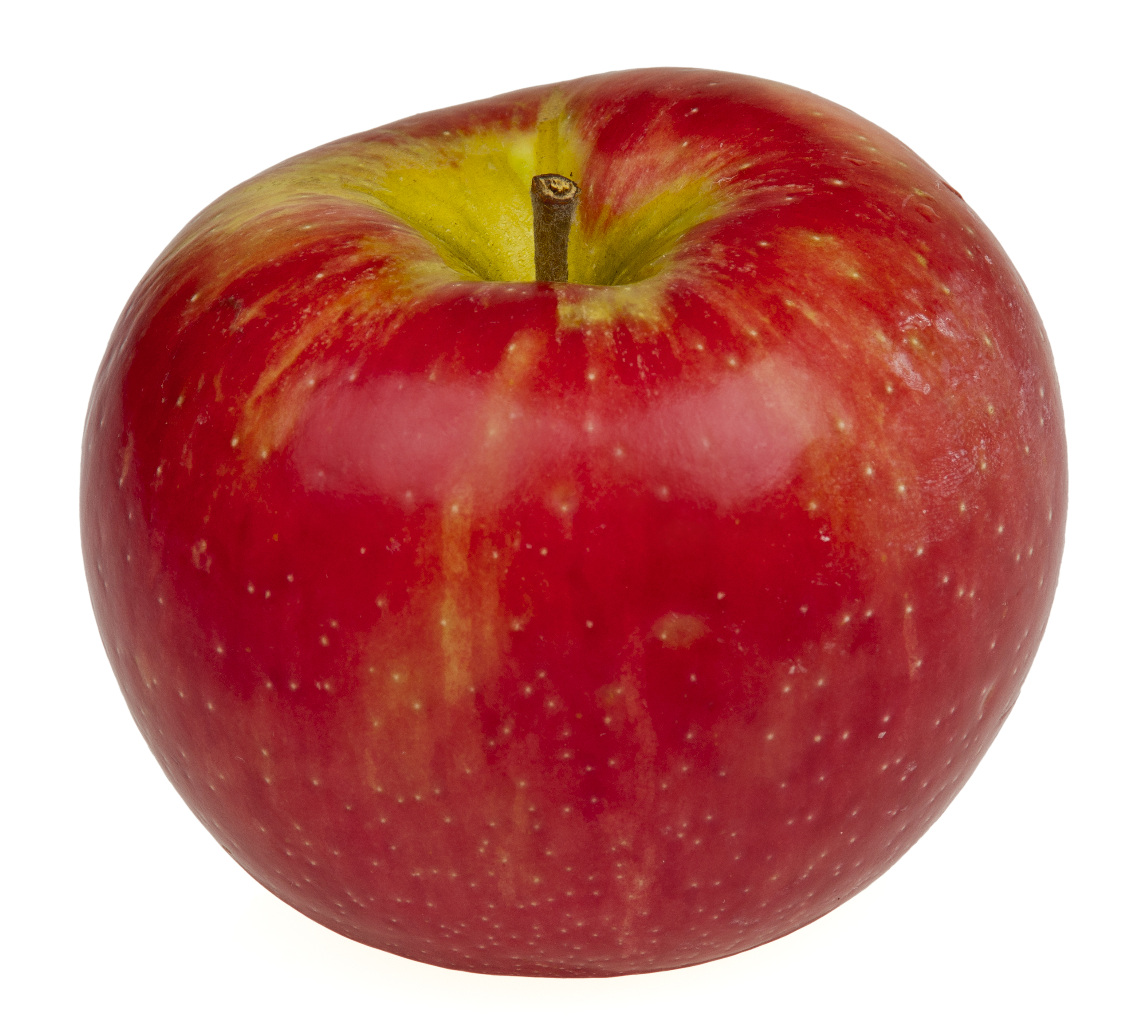
Honeycrisp

Honeycrisp är en äppelsort som har utvecklats av University of Minnesota. Originalfröerna såddes 1962 och äpplet utvärderades på forskningsstationer i Minnesota och New York innan det introducerades 1991.
Frukten är stor, mycket söt samt mycket frisk och saftig. Äpplena har en distinkt rödorange rodnad, ibland randig, med en gul bakgrundsfärg och grön rostfärg vid stjälken.
Äpplet är en korsning av Keepsake och MN1627.